# Sjoerd Kouwenhoven
Sjoerd Kouwenhoven (né le 3 novembre 1990 à Honselersdijk) est un coureur cycliste néerlandais.

## Palmarès
- 2006
  - 3e du championnat des Pays-Bas sur route cadets
- 2007
  - 2e étape de l'Acht van Bladel
  - 2e de l'Internationale 3-Etappen-Rundfahrt
- 2012
  - 2e du championnat des Pays-Bas sur route espoirs
- 2013
  - Prologue du Tour du Portugal (contre-la-montre par équipes)
  - 3e de la Zuid Oost Drenthe Classic II
- 2014
  - 10e étape du Tour du lac Poyang
  - 2e du Tour du lac Poyang
- 2015
  - 2e du Tour du lac Poyang
- 2016
  - 3e du Tour de Southland
- 2017
  - 2e de l'Arno Wallaard Memorial

## Classements mondiaux
| Année                                 | 2011  | 2012 | 2013 | 2014 | 2015 | 2016  | 2017  |
| ------------------------------------- | ----- | ---- | ---- | ---- | ---- | ----- | ----- |
| Classement mondial                    |       |      |      |      |      | 2278e | 1398e |
| UCI Europe Tour                       | 1128e | nc   | 416e | nc   | 915e | 1507e | 908e  |
|                                       |       |      |      |      |      |       |       |
| Légende : nc = non classéSource : UCI |       |      |      |      |      |       |       |